# Mùa giải quần vợt năm 2006 của Roger Federer
Mùa giải quần vợt năm 2006 của Roger Federer được công nhận rộng rãi là một trong những mùa giải hay nhất mọi thời đại của một vận động viên quần vợt. Federer kết thúc năm với thành tích 92–5, giữ nguyên vị trí số 1 thế giới trong cả năm và lọt vào trận chung kết của cả bốn giải Grand Slam trong năm 2006, vô địch ba trong số đó. Trận thua duy nhất của anh ở Grand Slam là trước Rafael Nadal trong trận chung kết Giải quần vợt Pháp Mở rộng sau bốn set, 6–1, 1–6, 4–6, 6–7(4–7). Đây cũng là lần đầu tiên Federer và Nadal gặp nhau trong trận chung kết ở một giải Grand Slam. Ở ba giải Grand Slam khác trong năm, Federer đánh bại Nadal trong trận chung kết Wimbledon, 6–0, 7–6(7–5), 6–7(2–7), 6–3. Anh đánh bại Marcos Baghdatis, 5–7, 7–5, 6–0, 6–2, tại Giải quần vợt Úc Mở rộng và Andy Roddick, 6–2, 4–6, 7–5, 6–1, tại Giải quần vợt Mỹ Mở rộng.
Cũng trong mùa giải này, Federer lọt vào sáu trận chung kết Masters (trong số bảy giải đấu mà anh tham dự), vô địch bốn giải trên sân cứng và thua hai giải trên sân đất nện trước Nadal. Ngoài ra, Federer còn vô địch một giải ATP 500 ở Tokyo, ba giải ATP 250 ở Doha, Halle, và Basel, và giành danh hiệu Tennis Masters Cup (ATP Finals hiện nay) thứ ba trong sự nghiệp.
Vào tháng 12 năm 2011, Stephen Tignor, trưởng ban biên tập của Tennis.com, đã xếp mùa giải 2006 của Federer đứng thứ hai trong danh sách những mùa giải hay nhất trong Kỷ nguyên Mở, sau mùa giải 1969 của Rod Laver.

## Các trận đấu

### Grand Slam
| Giải đấu                      | Vòng | Kết quả   | Đối thủ           | Tỷ số                    |
| ----------------------------- | ---- | --------- | ----------------- | ------------------------ |
| Giải quần vợt Úc Mở rộng 2006 | V1   | Thắng     | Denis Istomin     | 6–2, 6–3, 6–2            |
| Giải quần vợt Úc Mở rộng 2006 | V2   | Thắng     | Florian Mayer     | 6–1, 6–4, 6–0            |
| Giải quần vợt Úc Mở rộng 2006 | V3   | Thắng     | Max Mirnyi        | 6–3, 6–4, 6–3            |
| Giải quần vợt Úc Mở rộng 2006 | V4   | Thắng     | Tommy Haas        | 6–4, 6–0, 3–6, 4–6, 6–2  |
| Giải quần vợt Úc Mở rộng 2006 | TK   | Thắng     | Nikolay Davydenko | 6–4, 3–6, 7–6(7), 7–6(5) |
| Giải quần vợt Úc Mở rộng 2006 | BK   | Thắng     | Nicolas Kiefer    | 6–3, 5–7, 6–0, 6–2       |
| Giải quần vợt Úc Mở rộng 2006 | CK   | Thắng (7) | Marcos Baghdatis  | 5–7, 7–5, 6–0, 6–2       |
| Giải quần vợt Pháp Mở rộng    | V1   | Thắng     | Diego Hartfield   | 7–5, 7–6(2), 6–2         |
| Giải quần vợt Pháp Mở rộng    | V2   | Thắng     | Alejandro Falla   | 6–1, 6–4, 6–3            |
| Giải quần vợt Pháp Mở rộng    | V3   | Thắng     | Nicolás Massú     | 6–1, 6–2, 6–7(4), 7–5    |
| Giải quần vợt Pháp Mở rộng    | V4   | Thắng     | Tomáš Berdych     | 6–3, 6–2, 6–3            |
| Giải quần vợt Pháp Mở rộng    | TK   | Thắng     | Mario Ančić       | 6–4, 6–3, 6–4            |
| Giải quần vợt Pháp Mở rộng    | BK   | Thắng     | David Nalbandian  | 3–6, 6–4, 5–2 bỏ cuộc    |
| Giải quần vợt Pháp Mở rộng    | CK   | Thua      | Rafael Nadal      | 6–1, 1–6, 4–6, 6–7(4)    |
| Wimbledon                     | V1   | Thắng     | Richard Gasquet   | 6–3, 6–2, 6–2            |
| Wimbledon                     | V2   | Thắng     | Tim Henman        | 6–4, 6–0, 6–2            |
| Wimbledon                     | V3   | Thắng     | Nicolas Mahut     | 6–3, 7–6(2), 6–4         |
| Wimbledon                     | V4   | Thắng     | Tomáš Berdych     | 6–3, 6–3, 6–4            |
| Wimbledon                     | TK   | Thắng     | Mario Ančić       | 6–4, 6–4, 6–4            |
| Wimbledon                     | BK   | Thắng     | Jonas Björkman    | 6–2, 6–0, 6–2            |
| Wimbledon                     | CK   | Thắng (8) | Rafael Nadal      | 6–0, 7–6(5), 6–7(2), 6–3 |
| Giải quần vợt Mỹ Mở rộng      | V1   | Thắng     | Yeu-Tzuoo Wang    | 6–4, 6–1, 6–0            |
| Giải quần vợt Mỹ Mở rộng      | V2   | Thắng     | Tim Henman        | 6–3, 6–4, 7–5            |
| Giải quần vợt Mỹ Mở rộng      | V3   | Thắng     | Vincent Spadea    | 6–3, 6–3, 6–0            |
| Giải quần vợt Mỹ Mở rộng      | V4   | Thắng     | Marc Gicquel      | 6–3, 7–6(2), 6–3         |
| Giải quần vợt Mỹ Mở rộng      | TK   | Thắng     | James Blake       | 7–6(7), 6–0, 6–7(9), 6–4 |
| Giải quần vợt Mỹ Mở rộng      | BK   | Thắng     | Nikolay Davydenko | 6–1, 7–5, 6–4            |
| Giải quần vợt Mỹ Mở rộng      | CK   | Thắng (9) | Andy Roddick      | 6–2, 4–6, 7–5, 6–1       |

### Tất cả các trận đấu

#### Đơn
| Trận | Giải đấu                 | Ngày bắt đầu | Thể loại | Điều kiện  | Mặt sân | Vòng       | Đối thủ                 | Kết quả | Tỷ số                         |
| 512  | Doha                     | 2/1          | 250      | Ngoài trời | Cứng    | V32        | Ivo Minář               | T       | 6–1, 6–3                      |
| 513  | Doha                     | 2/1          | 250      | Ngoài trời | Cứng    | V16        | Fabrice Santoro         | T       | 7–6(2), 7–6(5)                |
| 514  | Doha                     | 2/1          | 250      | Ngoài trời | Cứng    | TK         | Marcos Baghdatis        | T       | 6–4, 6–3                      |
| 515  | Doha                     | 2/1          | 250      | Ngoài trời | Cứng    | BK         | Tommy Haas              | T       | 6–3, 6–3                      |
| 516  | Doha                     | 2/1          | 250      | Ngoài trời | Cứng    | Thắng (1)  | Gaël Monfils            | T       | 6–3, 7–6(5)                   |
| 517  | Giải quần vợt Úc Mở rộng | 16/1         | GS       | Ngoài trời | Cứng    | V128       | Denis Istomin           | T       | 6–2, 6–3, 6–2                 |
| 518  | Giải quần vợt Úc Mở rộng | 16/1         | GS       | Ngoài trời | Cứng    | V64        | Florian Mayer           | T       | 6–1, 6–4, 6–0                 |
| 519  | Giải quần vợt Úc Mở rộng | 16/1         | GS       | Ngoài trời | Cứng    | V32        | Max Mirnyi              | T       | 6–3, 6–4, 6–3                 |
| 520  | Giải quần vợt Úc Mở rộng | 16/1         | GS       | Ngoài trời | Cứng    | V16        | Tommy Haas (2)          | T       | 6–4, 6–0, 3–6, 4–6, 6–2       |
| 521  | Giải quần vợt Úc Mở rộng | 16/1         | GS       | Ngoài trời | Cứng    | TK         | Nikolay Davydenko       | T       | 6–4, 3–6, 7–6(7), 7–6(5)      |
| 522  | Giải quần vợt Úc Mở rộng | 16/1         | GS       | Ngoài trời | Cứng    | BK         | Nicolas Kiefer          | T       | 6–3, 5–7, 6–0, 6–2            |
| 523  | Giải quần vợt Úc Mở rộng | 16/1         | GS       | Ngoài trời | Cứng    | Thắng (2)  | Marcos Baghdatis (2)    | T       | 5–7, 7–5, 6–0, 6–2            |
| 524  | Dubai                    | 27/2         | 500      | Ngoài trời | Cứng    | V32        | Stanislas Wawrinka      | T       | 7–6(3), 6–3                   |
| 525  | Dubai                    | 27/2         | 500      | Ngoài trời | Cứng    | V16        | Mohammad Ghareeb        | T       | 7–6(5), 6–4                   |
| 526  | Dubai                    | 27/2         | 500      | Ngoài trời | Cứng    | TK         | Robin Vik               | T       | 6–3, 6–2                      |
| 527  | Dubai                    | 27/2         | 500      | Ngoài trời | Cứng    | BK         | Mikhail Youzhny         | T       | 6–2, 6–3                      |
| 528  | Dubai                    | 27/2         | 500      | Ngoài trời | Cứng    | CK         | Rafael Nadal            | B       | 6–2, 4–6, 4–6                 |
| -    | Indian Wells Masters     | 6/3          | 1000     | Ngoài trời | Cứng    | V128       | Miễn                    |         |                               |
| 529  | Indian Wells Masters     | 6/3          | 1000     | Ngoài trời | Cứng    | V64        | Nicolás Massú           | T       | 6–3, 7–6(4)                   |
| 530  | Indian Wells Masters     | 6/3          | 1000     | Ngoài trời | Cứng    | V32        | Olivier Rochus          | T       | 3–6, 6–2, 7–5                 |
| 531  | Indian Wells Masters     | 6/3          | 1000     | Ngoài trời | Cứng    | V16        | Richard Gasquet         | T       | 6–3, 6–4                      |
| 532  | Indian Wells Masters     | 6/3          | 1000     | Ngoài trời | Cứng    | TK         | Ivan Ljubičić           | T       | 6–2, 6–3                      |
| 533  | Indian Wells Masters     | 6/3          | 1000     | Ngoài trời | Cứng    | BK         | Paradorn Srichaphan     | T       | 6–2, 6–3                      |
| 534  | Indian Wells Masters     | 6/3          | 1000     | Ngoài trời | Cứng    | Thắng (3)  | James Blake             | T       | 7–5, 6–3, 6–0                 |
| -    | Miami Masters            | 20/3         | 1000     | Ngoài trời | Cứng    | V128       | Miễn                    |         |                               |
| 535  | Miami Masters            | 20/3         | 1000     | Ngoài trời | Cứng    | V64        | Arnaud Clément          | T       | 6–2, 6–7(4), 6–0              |
| 536  | Miami Masters            | 20/3         | 1000     | Ngoài trời | Cứng    | V32        | Tommy Haas (3)          | T       | 6–1, 6–3                      |
| 537  | Miami Masters            | 20/3         | 1000     | Ngoài trời | Cứng    | V16        | Dmitry Tursunov         | T       | 6–3, 6–3                      |
| 538  | Miami Masters            | 20/3         | 1000     | Ngoài trời | Cứng    | TK         | James Blake (2)         | T       | 7–6(2), 6–4                   |
| 539  | Miami Masters            | 20/3         | 1000     | Ngoài trời | Cứng    | BK         | David Ferrer            | T       | 6–1, 6–4                      |
| 540  | Miami Masters            | 20/3         | 1000     | Ngoài trời | Cứng    | Thắng (4)  | Ivan Ljubičić (2)       | T       | 7–6(5), 7–6(4), 7–6(6)        |
| 541  | Monte Carlo Masters      | 17/4         | 1000     | Ngoài trời | Đất nện | V64        | Novak Djokovic          | T       | 6–3, 2–6, 6–3                 |
| 542  | Monte Carlo Masters      | 17/4         | 1000     | Ngoài trời | Đất nện | V32        | Alberto Martín          | T       | 6–0, 6–1                      |
| 543  | Monte Carlo Masters      | 17/4         | 1000     | Ngoài trời | Đất nện | V16        | Benjamin Balleret       | T       | 6–3, 6–2                      |
| 544  | Monte Carlo Masters      | 17/4         | 1000     | Ngoài trời | Đất nện | TK         | David Ferrer (2)        | T       | 6–1, 6–3                      |
| 545  | Monte Carlo Masters      | 17/4         | 1000     | Ngoài trời | Đất nện | BK         | Fernando González       | T       | 6–2, 6–4                      |
| 546  | Monte Carlo Masters      | 17/4         | 1000     | Ngoài trời | Đất nện | CK         | Rafael Nadal (2)        | B       | 2–6, 7–6(2), 3–6, 6–7(5)      |
| 547  | Rome Masters             | 8/5          | 1000     | Ngoài trời | Đất nện | V64        | Juan Ignacio Chela      | T       | 6–2, 6–1                      |
| 548  | Rome Masters             | 8/5          | 1000     | Ngoài trời | Đất nện | V32        | Potito Starace          | T       | 6–3, 7–6(2)                   |
| 549  | Rome Masters             | 8/5          | 1000     | Ngoài trời | Đất nện | V16        | Radek Štěpánek          | T       | 6–1, 6–4                      |
| 550  | Rome Masters             | 8/5          | 1000     | Ngoài trời | Đất nện | TK         | Nicolás Almagro         | T       | 6–3, 6–7(2), 7–5              |
| 551  | Rome Masters             | 8/5          | 1000     | Ngoài trời | Đất nện | BK         | David Nalbandian        | T       | 6–3, 3–6, 7–6(5)              |
| 552  | Rome Masters             | 8/5          | 1000     | Ngoài trời | Đất nện | CK         | Rafael Nadal (3)        | B       | 7–6, 6–7(5), 4–6, 6–2, 6–7(5) |
| 553  | Roland Garros            | 29/5         | GS       | Ngoài trời | Đất nện | V128       | Diego Hartfield         | T       | 7–5, 7–6(2), 6–2              |
| 554  | Roland Garros            | 29/5         | GS       | Ngoài trời | Đất nện | V64        | Alejandro Falla         | T       | 6–1, 6–4, 6–3                 |
| 555  | Roland Garros            | 29/5         | GS       | Ngoài trời | Đất nện | V32        | Nicolás Massú (2)       | T       | 6–1, 6–2, 6–7(4), 7–5         |
| 556  | Roland Garros            | 29/5         | GS       | Ngoài trời | Đất nện | V16        | Tomáš Berdych           | T       | 6–3, 6–2, 6–3                 |
| 557  | Roland Garros            | 29/5         | GS       | Ngoài trời | Đất nện | TK         | Mario Ančić             | T       | 6–4, 6–3, 6–4                 |
| 558  | Roland Garros            | 29/5         | GS       | Ngoài trời | Đất nện | BK         | David Nalbandian (2)    | T       | 3–6, 6–4, 5–2 bỏ cuộc         |
| 559  | Roland Garros            | 29/5         | GS       | Ngoài trời | Đất nện | CK         | Rafael Nadal (4)        | B       | 6–1, 1–6, 4–6, 6–7(4)         |
| 560  | Halle                    | 12/6         | 250      | Ngoài trời | Cỏ      | V32        | Rohan Bopanna           | T       | 7–6(4), 6–2                   |
| 561  | Halle                    | 12/6         | 250      | Ngoài trời | Cỏ      | V16        | Richard Gasquet (2)     | T       | 7–6(7), 6–7(7), 6–4           |
| 562  | Halle                    | 12/6         | 250      | Ngoài trời | Cỏ      | TK         | Olivier Rochus (2)      | T       | 6–7(2), 7–6(9), 7–6(5)        |
| 563  | Halle                    | 12/6         | 250      | Ngoài trời | Cỏ      | BK         | Tommy Haas (4)          | T       | 6–4, 6–7(4), 6–3              |
| 564  | Halle                    | 12/6         | 250      | Ngoài trời | Cỏ      | Thắng (5)  | Tomáš Berdych (2)       | T       | 6–0, 6–7(4), 6–2              |
| 565  | Wimbledon                | 26/6         | GS       | Ngoài trời | Cỏ      | V128       | Richard Gasquet (3)     | T       | 6–3, 6–2, 6–2                 |
| 566  | Wimbledon                | 26/6         | GS       | Ngoài trời | Cỏ      | V64        | Tim Henman              | T       | 6–4, 6–0, 6–2                 |
| 567  | Wimbledon                | 26/6         | GS       | Ngoài trời | Cỏ      | V32        | Nicolas Mahut           | T       | 6–3, 7–6(2), 6–4              |
| 568  | Wimbledon                | 26/6         | GS       | Ngoài trời | Cỏ      | V16        | Tomáš Berdych (3)       | T       | 6–3, 6–3, 6–4                 |
| 569  | Wimbledon                | 26/6         | GS       | Ngoài trời | Cỏ      | TK         | Mario Ančić (2)         | T       | 6–4, 6–4, 6–4                 |
| 570  | Wimbledon                | 26/6         | GS       | Ngoài trời | Cỏ      | BK         | Jonas Björkman          | T       | 6–2, 6–0, 6–2                 |
| 571  | Wimbledon                | 26/6         | GS       | Ngoài trời | Cỏ      | Thắng (6)  | Rafael Nadal (5)        | T       | 6–0, 7–6(5), 6–7(2), 6–3      |
| 572  | Canada Masters           | 7/8          | 1000     | Ngoài trời | Cứng    | V64        | Paul-Henri Mathieu      | T       | 6–3, 6–4                      |
| 573  | Canada Masters           | 7/8          | 1000     | Ngoài trời | Cứng    | V32        | Sébastien Grosjean      | T       | 6–3, 6–3                      |
| 574  | Canada Masters           | 7/8          | 1000     | Ngoài trời | Cứng    | V16        | Dmitry Tursunov (2)     | T       | 6–3, 5–7, 6–0                 |
| 575  | Canada Masters           | 7/8          | 1000     | Ngoài trời | Cứng    | TK         | Xavier Malisse          | T       | 7–6(4), 6–7(5), 6–3           |
| 576  | Canada Masters           | 7/8          | 1000     | Ngoài trời | Cứng    | BK         | Fernando González (2)   | T       | 6–1, 5–7, 6–3                 |
| 577  | Canada Masters           | 7/8          | 1000     | Ngoài trời | Cứng    | Thắng (7)  | Richard Gasquet (4)     | T       | 2–6, 6–3, 6–2                 |
| 578  | Cincinnati Masters       | 14/8         | 1000     | Ngoài trời | Cứng    | V64        | Paradorn Srichaphan (2) | T       | 7–5, 6–4                      |
| 579  | Cincinnati Masters       | 14/8         | 1000     | Ngoài trời | Cứng    | V32        | Andy Murray             | B       | 5–7, 4–6                      |
| 580  | Giải quần vợt Mỹ Mở rộng | 28/8         | GS       | Ngoài trời | Cứng    | V128       | Jimmy Wang              | T       | 6–4, 6–1, 6–0                 |
| 581  | Giải quần vợt Mỹ Mở rộng | 28/8         | GS       | Ngoài trời | Cứng    | V64        | Tim Henman (2)          | T       | 6–3, 6–4, 7–5                 |
| 582  | Giải quần vợt Mỹ Mở rộng | 28/8         | GS       | Ngoài trời | Cứng    | V32        | Vincent Spadea          | T       | 6–3, 6–3, 6–0                 |
| 583  | Giải quần vợt Mỹ Mở rộng | 28/8         | GS       | Ngoài trời | Cứng    | V16        | Marc Gicquel            | T       | 6–3, 7–6(2), 6–3              |
| 584  | Giải quần vợt Mỹ Mở rộng | 28/8         | GS       | Ngoài trời | Cứng    | TK         | James Blake (3)         | T       | 7–6(7), 6–0, 6–7(9), 6–4      |
| 585  | Giải quần vợt Mỹ Mở rộng | 28/8         | GS       | Ngoài trời | Cứng    | BK         | Nikolay Davydenko (2)   | T       | 6–1, 7–5, 6–4                 |
| 586  | Giải quần vợt Mỹ Mở rộng | 28/8         | GS       | Ngoài trời | Cứng    | Thắng (8)  | Andy Roddick            | T       | 6–2, 4–6, 7–5, 6–1            |
| 587  | SUI v. SCG Play-off NTG  | 22/9         | DC       | Trong nhà  | Cứng    | PO         | Janko Tipsarević        | T       | 6–3, 6–2, 6–2                 |
| 588  | SUI v. SCG Play-off NTG  | 22/9         | DC       | Trong nhà  | Cứng    | PO         | Novak Djokovic (2)      | T       | 6–3, 6–2, 6–3                 |
| -    | Tokyo                    | 2/10         | 500      | Ngoài trời | Cứng    | V64        | Miễn                    |         |                               |
| 589  | Tokyo                    | 2/10         | 500      | Ngoài trời | Cứng    | V32        | Viktor Troicki          | T       | 7–6(2), 7–6(3)                |
| 590  | Tokyo                    | 2/10         | 500      | Ngoài trời | Cứng    | V16        | Wesley Moodie           | T       | 6–2, 6–1                      |
| 591  | Tokyo                    | 2/10         | 500      | Ngoài trời | Cứng    | TK         | Takao Suzuki            | T       | 4–6, 7–5, 7–6(3)              |
| 592  | Tokyo                    | 2/10         | 500      | Ngoài trời | Cứng    | BK         | Benjamin Becker         | T       | 6–3, 6–4                      |
| 593  | Tokyo                    | 2/10         | 500      | Ngoài trời | Cứng    | Thắng (9)  | Tim Henman (3)          | T       | 6–3, 6–3                      |
| -    | Madrid Masters           | 16/10        | 1000     | Trong nhà  | Cứng    | V64        | Miễn                    |         |                               |
| 594  | Madrid Masters           | 16/10        | 1000     | Trong nhà  | Cứng    | V32        | Nicolás Massú (3)       | T       | 6–3, 6–2                      |
| 595  | Madrid Masters           | 16/10        | 1000     | Trong nhà  | Cứng    | V16        | Robin Söderling         | T       | 7–6(5), 7–6(8)                |
| 596  | Madrid Masters           | 16/10        | 1000     | Trong nhà  | Cứng    | TK         | Robby Ginepri           | T       | 6–3, 7–6(4)                   |
| 597  | Madrid Masters           | 16/10        | 1000     | Trong nhà  | Cứng    | BK         | David Nalbandian (3)    | T       | 6–4, 6–0                      |
| 598  | Madrid Masters           | 16/10        | 1000     | Trong nhà  | Cứng    | Thắng (10) | Fernando González (3)   | T       | 7–5, 6–1, 6–0                 |
| 599  | Basel                    | 23/10        | 250      | Trong nhà  | Thảm    | V32        | Tomáš Zíb               | T       | 6–1, 6–2                      |
| 600  | Basel                    | 23/10        | 250      | Trong nhà  | Thảm    | V16        | Guillermo García-López  | T       | 6–2, 6–0                      |
| 601  | Basel                    | 23/10        | 250      | Trong nhà  | Thảm    | TK         | David Ferrer (3)        | T       | 6–3, 7–6(14)                  |
| 602  | Basel                    | 23/10        | 250      | Trong nhà  | Thảm    | BK         | Paradorn Srichaphan (3) | T       | 6–4, 3–6, 7–6(5)              |
| 603  | Basel                    | 23/10        | 250      | Trong nhà  | Thảm    | Thắng (11) | Fernando González (4)   | T       | 6–3, 6–2, 7–6(3)              |
| 604  | Tennis Masters Cup       | 13/11        | WC       | Trong nhà  | Cứng    | VB         | David Nalbandian (4)    | T       | 3–6, 6–1, 6–1                 |
| 605  | Tennis Masters Cup       | 13/11        | WC       | Trong nhà  | Cứng    | VB         | Andy Roddick (2)        | T       | 4–6, 7–6(8), 6–4              |
| 606  | Tennis Masters Cup       | 13/11        | WC       | Trong nhà  | Cứng    | VB         | Ivan Ljubičić (3)       | T       | 7–6(2), 6–4                   |
| 607  | Tennis Masters Cup       | 13/11        | WC       | Trong nhà  | Cứng    | BK         | Rafael Nadal (6)        | T       | 6–4, 7–5                      |
| 608  | Tennis Masters Cup       | 13/11        | WC       | Trong nhà  | Cứng    | Thắng (12) | James Blake (4)         | T       | 6–0, 6–3, 6–4                 |

## Lịch thi đấu

### Đơn
| Ngày                                       | Giải đấu                                                           | Địa điểm           | Thể loại                      | Mặt sân            | Kết quả 2005       | Điểm 2005 | Điểm mới | Kết quả                                                                           |
| ------------------------------------------ | ------------------------------------------------------------------ | ------------------ | ----------------------------- | ------------------ | ------------------ | --------- | -------- | --------------------------------------------------------------------------------- |
| 2 tháng 1 năm 2006– 7 tháng 1 năm 2006     | Qatar ExxonMobil Open                                              | Doha (QAT)         | ATP International Series      | Cứng               | VĐ                 | 250       | 250      | Vô địch (đánh bại Gaël Monfils, 6–3, 7–6(7–5))                                    |
| 16 tháng 1 năm 2006– 29 tháng 1 năm 2006   | Giải quần vợt Úc Mở rộng                                           | Melbourne (AUS)    | Grand Slam                    | Cứng               | BK                 | 450       | 1000     | Vô địch (đánh bại Marcos Baghdatis, 5–7, 7–5, 6–0, 6–2)                           |
| 20 tháng 2 năm 2006– 26 tháng 2 năm 2006   | Dubai Duty Free Tennis Championships                               | Dubai (UAE)        | ATP International Series Gold | Cứng               | VĐ                 | 300       | 210      | Chung kết (thua trước Rafael Nadal, 6–2, 4–6, 4–6)                                |
| 6 tháng 3 năm 2006– 19 tháng 3 năm 2006    | Pacific Life Open                                                  | Indian Wells (USA) | ATP Masters Series            | Cứng               | VĐ                 | 500       | 500      | Vô địch (đánh bại James Blake, 7–5, 6–3, 6–0)                                     |
| 20 tháng 3 năm 2006– 2 tháng 4 năm 2006    | NASDAQ-100 Open                                                    | Miami (USA)        | ATP Masters Series            | Cứng               | VĐ                 | 500       | 500      | Vô địch (đánh bại Ivan Ljubičić, 7–6(7–5), 7–6(7–4),7–6(8–6))                     |
| 17 tháng 4 năm 2006– 25 tháng 4 năm 2006   | Monte Carlo Masters                                                | Monte Carlo (MON)  | ATP Masters Series            | Đất nện            | TK                 | 125       | 350      | Chung kết (thua trước Rafael Nadal, 2–6, 7–6(7–2), 3–6, 6–7(5–7))                 |
| 8 tháng 5 năm 2006– 15 tháng 5 năm 2006    | Internazionali BNL d'Italia                                        | Rome (ITA)         | ATP Masters Series            | Đất nện            | A                  | 0         | 350      | Chung kết (thua trước Rafael Nadal, 7–6(7–0), 6–7(5–7), 4–6, 6–2, 6–7(5–7))       |
| 15 tháng 5 năm 2006– 22 tháng 5 năm 2006   | Hamburg Masters                                                    | Hamburg (GER)      | ATP Masters Series            | Đất nện            | VĐ                 | 500       | 0        | Rút lui                                                                           |
| 28 tháng 5 năm 2006– 11 tháng 6 năm 2006   | Giải quần vợt Pháp Mở rộng                                         | Paris (FRA)        | Grand Slam                    | Đất nện            | BK                 | 450       | 700      | Chung kết (thua trước Rafael Nadal, 6–1, 1–6, 4–6, 6–7(4–7))                      |
| 12 tháng 6 năm 2006– 18 tháng 6 năm 2006   | Gerry Weber Open                                                   | Halle (GER)        | ATP International Series      | Cỏ                 | VĐ                 | 225       | 225      | Vô địch (đánh bại Tomáš Berdych, 6–0, 6–7(4–7), 6–2)                              |
| 26 tháng 6 năm 2006– 9 tháng 7 năm 2006    | Giải quần vợt Wimbledon                                            | Wimbledon (GBR)    | Grand Slam                    | Cỏ                 | VĐ                 | 1000      | 1000     | Vô địch (đánh bại Rafael Nadal, 6–0, 7–6(7–5), 6–7(2–7), 6–3)                     |
| 7 tháng 8 năm 2006– 13 tháng 8 năm 2006    | Rogers Cup                                                         | Toronto (CAN)      | ATP Masters Series            | Cứng               | A                  | 0         | 500      | Vô địch (đánh bại Richard Gasquet, 2–6, 6–3, 6–2)                                 |
| 14 tháng 8 năm 2006– 21 tháng 8 năm 2006   | Western & Southern Financial Group Masters                         | Cincinnati (USA)   | ATP Masters Series            | Cứng               | VĐ                 | 500       | 35       | Vòng 2 (thua trước Andy Murray, 5–7, 4–6)                                         |
| 28 tháng 8 năm 2006– 10 tháng 9 năm 2006   | Giải quần vợt Mỹ Mở rộng                                           | New York (USA)     | Grand Slam                    | Cứng               | VĐ                 | 1000      | 1000     | Vô địch (đánh bại Andy Roddick, 6–2, 4–6, 7–5, 6–1)                               |
| 22 tháng 9 năm 2006– 24 tháng 9 năm 2006   | Davis Cup Play-off Nhóm Thế giới: Thụy Sĩ vs. Serbia và Montenegro | Geneva (SUI)       | Davis Cup                     | Cứng (trong nhà)   |                    |           |          | Thụy Sĩ đánh bại Serbia và Montenegro 4–1, giành quyền tham dự Nhóm Thế giới 2007 |
| 2 tháng 10 năm 2006– 8 tháng 10 năm 2006   | Japan Open Tennis Championships                                    | Tokyo (JPN)        | ATP International Series Gold | Cứng               | A                  | 0         | 250      | Vô địch (đánh bại Tim Henman, 6–3, 6–3)                                           |
| 16 tháng 10 năm 2006– 22 tháng 10 năm 2006 | Mutua Madrileña Masters Madrid                                     | Madrid (ESP)       | ATP Masters Series            | Cứng (trong nhà)   | A                  | 0         | 500      | Vô địch (đánh bại Fernando González, 7–5, 6–1, 6–0)                               |
| 23 tháng 10 năm 2006– 29 tháng 10 năm 2006 | Davidoff Swiss Indoors                                             | Basel (SUI)        | ATP International Series      | Cứng (trong nhà)   | A                  | 0         | 250      | Vô địch (đánh bại Fernando González, 6–3, 6–2, 7–6(7–3))                          |
| 12 tháng 11 năm 2006– 19 tháng 11 năm 2006 | Tennis Masters Cup                                                 | Thượng Hải (CHN)   | Tennis Masters Cup            | Cứng (trong nhà)   | CK                 | 500       | 750      | Vô địch (đánh bại James Blake, 6–0, 6–3, 6–4)                                     |
| Tổng điểm cuối năm                         | Tổng điểm cuối năm                                                 | Tổng điểm cuối năm | Tổng điểm cuối năm            | Tổng điểm cuối năm | Tổng điểm cuối năm | 6725      | 8370     | 1645                                                                              |

## Các thành tích trong năm

### Các trận chung kết

#### Đơn: 16 (12–4)
| Thể loại                          |
| --------------------------------- |
| Grand Slam (3–1)                  |
| ATP World Tour Finals (1–0)       |
| ATP World Tour Masters 1000 (4–2) |
| ATP World Tour 500 (1–1)          |
| ATP World Tour 250 (3–0)          |

| Danh hiệu theo mặt sân |
| ---------------------- |
| Cứng (9–1)             |
| Đất nện (0–3)          |
| Cỏ (2–0)               |
| Thảm (1–0)             |

| Danh hiệu theo điều kiện |
| ------------------------ |
| Ngoài trời (9–4)         |
| Trong nhà (3–0)          |

| Kết quả | Số  | Ngày                 | Giải đấu                                                         | Mặt sân          | Đối thủ           | Tỷ số                                  |
| ------- | --- | -------------------- | ---------------------------------------------------------------- | ---------------- | ----------------- | -------------------------------------- |
| Vô địch | 34. | 8 tháng 1 năm 2006   | Qatar Open, Qatar (2)                                            | Cứng             | Gaël Monfils      | 6–3, 7–6(7–5)                          |
| Vô địch | 35. | 29 tháng 1 năm 2006  | Úc Mở rộng, Úc (2)                                               | Cứng             | Marcos Baghdatis  | 5–7, 7–5, 6–0, 6–2                     |
| Á quân  | 10. | 5 tháng 3 năm 2006   | Dubai Tennis Championships, Các Tiểu vương quốc Ả Rập Thống nhất | Cứng             | Rafael Nadal      | 6–2, 4–6, 4–6                          |
| Vô địch | 36. | 19 tháng 3 năm 2006  | Indian Wells Masters, Hoa Kỳ (3)                                 | Cứng             | James Blake       | 7–5, 6–3, 6–0                          |
| Vô địch | 37. | 2 tháng 4 năm 2006   | Miami Masters, Hoa Kỳ (2)                                        | Cứng             | Ivan Ljubičić     | 7–6(7–5), 7–6(7–4), 7–6(8–6)           |
| Á quân  | 11. | 23 tháng 4 năm 2006  | Monte Carlo Masters, Pháp                                        | Đất nện          | Rafael Nadal      | 2–6, 7–6(7–2), 3–6, 6–7(5–7)           |
| Á quân  | 12. | 14 tháng 5 năm 2006  | Internazionali BNL d'Italia, Ý (2)                               | Đất nện          | Rafael Nadal      | 7–6(7–0), 6–7(5–7), 4–6, 6–2, 6–7(5–7) |
| Á quân  | 13. | 11 tháng 6 năm 2006  | Pháp Mở rộng, Pháp                                               | Đất nện          | Rafael Nadal      | 6–1, 1–6, 4–6, 6–7(4–7)                |
| Vô địch | 38. | 18 tháng 6 năm 2006  | Halle Open, Đức (4)                                              | Cỏ               | Tomáš Berdych     | 6–0, 6–7(4–7), 6–2                     |
| Vô địch | 39. | 9 tháng 7 năm 2006   | Wimbledon, Vương quốc Liên hiệp Anh và Bắc Ireland (4)           | Cỏ               | Rafael Nadal      | 6–0, 7–6(7–5), 6–7(2–7), 6–3           |
| Vô địch | 40. | 13 tháng 8 năm 2006  | Canada Open, Canada (2)                                          | Cứng             | Richard Gasquet   | 2–6, 6–3, 6–2                          |
| Vô địch | 41. | 10 tháng 9 năm 2006  | Mỹ Mở rộng, Hoa Kỳ (3)                                           | Cứng             | Andy Roddick      | 6–2, 4–6, 7–5, 6–1                     |
| Vô địch | 42. | 8 tháng 10 năm 2006  | Japan Open, Nhật Bản                                             | Cứng             | Tim Henman        | 6–3, 6–3                               |
| Vô địch | 43. | 22 tháng 10 năm 2006 | Madrid Masters, Tây Ban Nha                                      | Cứng (trong nhà) | Fernando González | 7–5, 6–1, 6–0                          |
| Vô địch | 44. | 29 tháng 10 năm 2006 | Swiss Indoors, Thụy Sĩ                                           | Thảm (trong nhà) | Fernando González | 6–3, 6–2, 7–6(7–3)                     |
| Vô địch | 45. | 19 tháng 11 năm 2006 | Tennis Masters Cup, Trung Quốc (3)                               | Cứng (trong nhà) | James Blake       | 6–0, 6–3, 6–4                          |

## Tiền thưởng
| Giải đấu                                   | Tiền thưởng | Tổng số    |
| ------------------------------------------ | ----------- | ---------- |
| Qatar ExxonMobil Open                      | $142,000    | $142,000   |
| Giải quần vợt Úc Mở rộng                   | $922,560    | $1,064,560 |
| Dubai Duty Free Tennis Championships       | $98,600     | $1,163,160 |
| Dubai Duty Free Tennis Championships (đôi) | $1,500      | $1,164,660 |
| Pacific Life Open                          | $490,000    | $1,654,660 |
| Pacific Life Open (đôi)                    | $1,750      | $1,656,410 |
| NASDAQ-100 Open                            | $533,350    | $2,189,760 |
| Monte Carlo Masters                        | $200,000    | $2,389,760 |
| Monte Carlo Masters (đôi)                  | $7,050      | $2,396,810 |
| Internazionali BNL d'Italia                | $200,000    | $2,596,810 |
| Giải quần vợt Pháp Mở rộng                 | $598,350    | $3,195,160 |
| Gerry Weber Open                           | $113,000    | $3,308,160 |
| Giải quần vợt Wimbledon                    | $1,190,725  | $4,498,885 |
| Rogers Cup                                 | $400,000    | $4,898,885 |
| Western & Southern Financial Group Masters | $15,000     | $4,513,885 |
| Giải quần vợt Mỹ Mở rộng                   | $1,200,000  | $5,713,885 |
| AIG Japan Open Tennis Championships        | $118,000    | $5,831,885 |
| Mutua Madrileña Masters Madrid             | $450,000    | $6,281,885 |
| Davidoff Swiss Indoors                     | $142,000    | $6,423,885 |
| Tennis Masters Cup                         | $1,520,000  | $7,943,885 |
|                                            |             | $8,343,885 |